# American Canadian Tour
Pour les articles homonymes, voir ACT.
L'American Canadian Tour, ou ACT, est une organisation sanctionnant des séries de course automobile de type stock-car sur courtes pistes asphaltées actives dans le nord-est des États-Unis et dans l'est du Canada, principalement au Québec. Elle dirige trois séries: ACT Tour, série pour voitures Late Model Sportsman principalement disputée dans les états de la Nouvelle-Angleterre, l'état de New York et au Québec; la Série ACT, sa série sœur essentiellement disputée au Québec; et la série Bond/WIX Tiger Tour pour voitures Sportsman disputée aussi en Nouvelle-Angleterre et dans l'état de New York.

## Histoire
L'American Canadian Tour a été fondée en 1986 par le promoteur Tom Curley. Elle a son siège social à Waterbury, Vermont. Curley a fondé l'ACT à la suite du désistement de NASCAR de la série NASCAR North Tour qu'il avait lui-même fondé en 1979 en compagnie du journaliste Ken Squier.
L'ACT a chapeauté plusieurs séries depuis sa création, certaines régionales, d'autres nationales. De 1986 à 1995, sa série vedette était l'ACT Pro Stock Tour, pour voitures pro stock. Avec l'appui d'importants commanditaires, notamment de la General Motors, la série offrait d'importantes bourses. De 1989 à 1992, les épreuves canadiennes de l'ACT Pro Stock Tour étaient rebaptisées la "GM Motorsport National Stock Car Series" et offraient des bourses encore plus intéressantes que les épreuves américaines. En 1991 et 1992, à l'intérieur même de cette série canadienne, Budweiser commanditait une triple couronne, c'est-à-dire une série de trois courses et offrait 50 000 $ en boni si un pilote parvenait à remporter les trois courses. Les deux années, le pilote canadien Junior Hanley réussit l'exploit sous les couleurs de son commanditaire, la brasserie Molson... Junior Hanley a remporté le championnat de la série ACT Pro Stock Tour trois années consécutives en 1991, 1992 et 1993 et on estime ses gains à plus de 700 000 $ durant ces trois années.
En 1992, Tom Curley créait, en parallèle de sa série vedette, l'ACT Late Model Tour, pour voitures Late Model Sportsman.  À partir de 1996, elle deviendra la série vedette de l'ACT, Curley laissant tomber les voitures pro stock, devenues trop coûteuses. La série a porté différents noms au fil des ans et des commanditaires, mais depuis plusieurs années elle est connue sous le nom ACT Tour.
La Série ACT, pour sa part, est née en 2007 des cendres de la Série nationale Castrol, série québécoise elle-même créée en 2005 avec succès mais qui connut des difficultés dès 2006. Chaque année, les deux séries principales, l'ACT Tour et Série ACT  sont généralement réunies dans au moins une course, parfois plus (quatre en 2015), comptant pour les deux championnats. En 2016, le contexte économique défavorable et la dévaluation du dollar canadien amènent les dirigeants à ne pas organiser de courses impliquant les deux séries. De plus, chaque année de 2008 à 2012, vers la fin de la saison, se tenait le Showdown ACT, regroupant les 11 premiers pilotes au classement des deux séries pour une confrontation de 200 tours à l'Autodrome Chaudière de Vallée-Jonction, dans la région de la Beauce au Québec et, depuis 2009, une course "invitational" au New Hampshire Motor Speedway de Loudon dans le cadre d'un week-end de courses NASCAR mettant en vedette la Sprint Cup.

## Les circuits utilisés par l'ACT Tour
| Années                                           | Pistes                               | Localisation                   | Longueur                          |
| ------------------------------------------------ | ------------------------------------ | ------------------------------ | --------------------------------- |
| 1992-2005, 2007-2016                             | Airborne Park Speedway               | Plattsburgh, New York          | 1/2 mille (805 m)                 |
| 2003-2006, 2008-2016                             | Lee USA Speedway                     | Lee, New Hampshire             | 3/8 de mille (603 m)              |
| 1992-2016                                        | Thunder Road International Speedbowl | Barre, Vermont                 | 1/4 de mille (402 m)              |
| 2011-2016                                        | Devil's Bowl Speedway                | West Haven, Vermont            | 1/2 mille (805 m)                 |
| 1995, 2001-2012, 2015-2016                       | Oxford Plains Speedway               | Oxford, Maine                  | 3/8 de mille (603 m)              |
| 1998-2016                                        | White Mountain Motorsports Park      | North Woodstock, New Hampshire | 1/4 de mille (402 m)              |
| 2004, 2009-2011                                  | Twin State Speedway                  | Claremont, New Hampshire       | 1/3 de mille (536 m)              |
| 1992-1993, 2009-2016                             | Beech Ridge Motor Speedway           | Scarborough, Maine             | 1/3 de mille (536 m)              |
| 2009-2016                                        | New Hampshire Motor Speedway         | Loudon, New Hampshire          | 1 mille (1 609 m)                 |
| 1992, 1996-1997, 2002-2003, 2006-2007, 2010-2015 | Circuit Riverside Speedway Ste-Croix | Sainte-Croix, Québec           | 5/8 de mille (1 006 m)            |
| 2011, 2015                                       | New Smyrna Speedway                  | New Smyrna Beach, Floride      | 1/2 de mille (805 m)              |
| 2003-2004, 2008-2010, 2016                       | Waterford Speedbowl                  | Waterford, Connecticut         | 3/8 de mille (603 m)              |
| 2007-2009                                        | Kawartha Speedway                    | Fraserville, Ontario           | 3/8 de mille (603 m)              |
| 2008-2012, 2015                                  | Autodrome Chaudière                  | Vallée-Jonction, Québec        | 1/4 de mille (402 m)              |
| 2015-2016                                        | Thompson International Speedway      | Thompson, Connecticut          | 5/8 de mille (1 006 m)            |
| 2003-2007, 2016                                  | Seekonk Speedway                     | Seekonk, Massachusetts         | 1/3 de mille (536 m)              |
| 2007                                             | Autodrome St-Eustache                | Saint-Eustache, Québec         | 4/10 de mille (644 m)             |
| 1992-1993, 1998, 2006, 2012-2013                 | Sanair Super Speedway                | Saint-Pie-de-Bagot, Québec     | 9/10 de mille (trioval) (1 448 m) |
| 1997-1998, 2000-2002, 2005, 2013                 | Canaan Fair Speedway                 | Canaan, New Hampshire          | 1/3 de mille (536 m)              |
| 1993-1996, 2000-2004, 2013-2016                  | Speedway 51                          | Groveton, New Hampshire        | 1/4 de mille (402 m)              |
| 2001-2003, 2013                                  | Star Speedway                        | Epping, New Hampshire          | 1/4 de mille (402 m)              |
| 2002-2003                                        | Monadnock Speedway                   | Winchester, New Hampshire      | 1/4 de mille (402 m)              |
| 2001                                             | Hudson Speedway                      | Hudson, New Hampshire          | 1/4 de mille (402 m)              |
| 2001                                             | Adirondack Speedway                  | New Bremen, New York           | 1/2 mille (805 m)                 |
| 1999                                             | Autodrome Montmagny                  | Montmagny, Québec              | 3/8 de mille (603 m)              |
| 1998-1999                                        | Autodrome St-Félicien                | Saint-Félicien, Québec         | 1/2 mille (trioval) (805 m)       |

## Quelques faits et chiffres
Les pilotes les plus victorieux:
- ACT Pro Stock Tour:
- Robbie Crouch 77
- Junior Hanley 34
- Jean-Paul Cabana 25

- ACT Tour (après la saison 2015)
- Brian Hoar 42
- Jean-Paul Cyr 19

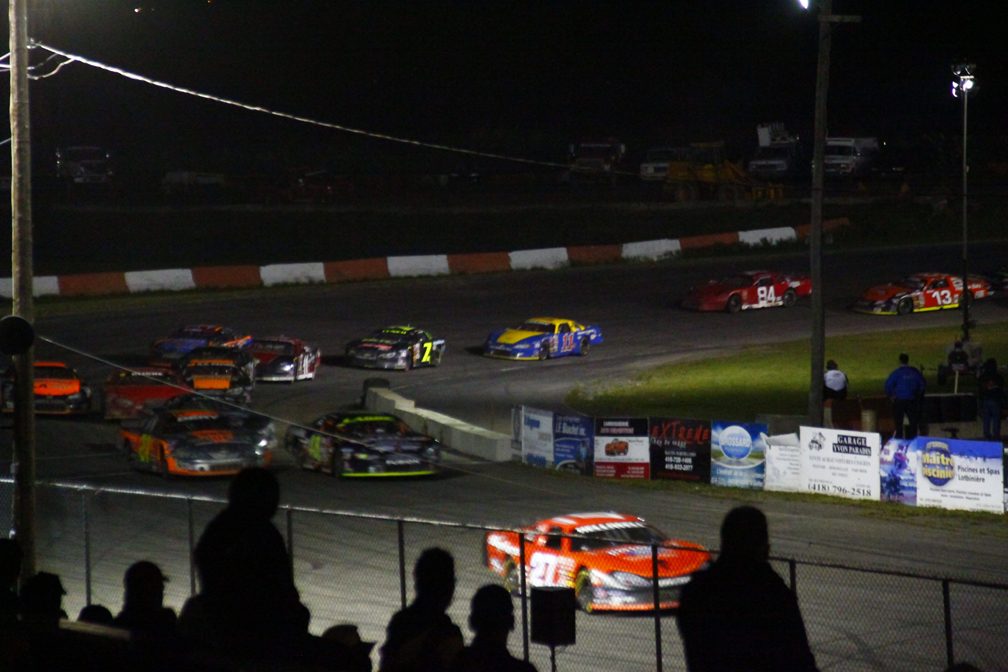
American Canadian Tour - Can-Am 200 - Circuit Riverside Speedway Ste-Croix - 24 août 2013

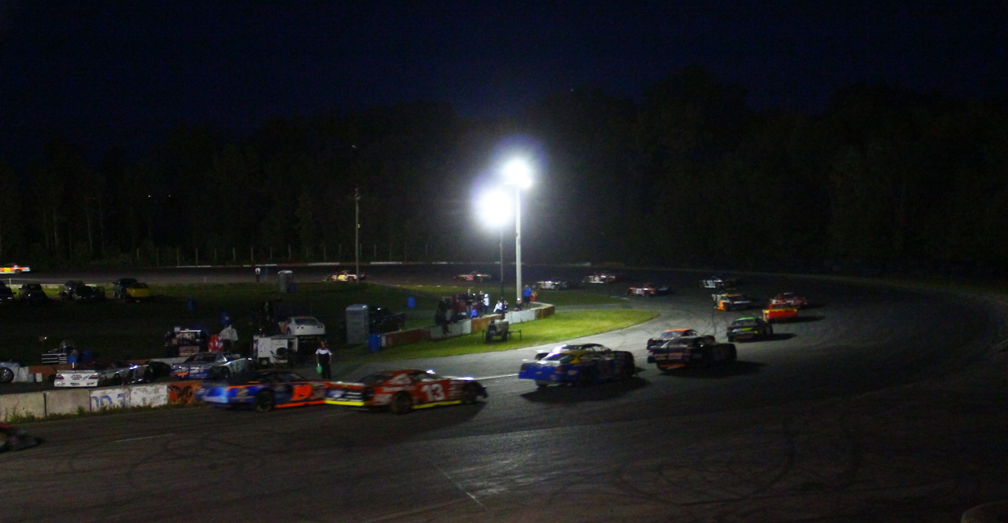
American Canadian Tour - Circuit Riverside Speedway Ste-Croix - Can-Am 200 - 24 août 2013

- Patrick Laperle et Joey Polewarczyk, Jr. 18

- Série ACT (après la saison 2015)
- Donald Theetge 20
- Patrick Laperle 19
- Sylvain Lacombe 14

Nombres de courses présentées comptant pour les championnats:
- ACT Pro Stock Tour: 406
- ACT Tour: 268 (après la saison 2015)
- Série ACT: 123 (après la saison 2015)

Nombre de vainqueurs différents:
- ACT Pro Stock Tour: 53
- ACT Tour: 72 (après la saison 2015)
- Série ACT: 28 (après la saison 2015)

## Champions de la série ACT Pro Stock Tour (incluant NASCAR North Tour de 1979 à 1985)
- 1995 Brad Leighton, Center Harbor NH
- 1994 Mike Rowe, Turner ME
- 1993 Junior Hanley, Campbellville ON
- 1992 Junior Hanley, Campbellville ON
- 1991 Junior Hanley, Campbellville ON
- 1990 Robbie Crouch, Tampa FL
- 1989 Russ Urlin, London ON
- 1988 Robbie Crouch, Tampa FL
- 1987 Robbie Crouch, Tampa FL
- 1986 Robbie Crouch, Tampa FL
- 1985 Randy LaJoie, Norwalk CT
- 1984 Robbie Crouch, Tampa FL
- 1983 Robbie Crouch, Tampa FL
- 1982 Dick McCabe, Kennebunkport ME
- 1981 Dick McCabe, Kennebunkport ME
- 1980 Beaver Dragon, Milton VT
- 1979 Beaver Dragon, Milton VT

## Champions de la série ACT Tour
- 2015 Wayne Helliwell, Jr., Dover NH
- 2014 Joey Polewarczyk, Jr., Hudson NH
- 2013 Wayne Helliwell, Jr., Dover NH
- 2012 Wayne Helliwell, Jr., Dover NH
- 2011 Brian Hoar, Williston VT
- 2010 Brian Hoar, Williston VT
- 2009 Brian Hoar, Williston VT
- 2008 Patrick Laperle, Saint-Denis-sur-Richelieu QC
- 2007 Jean-Paul Cyr, Milton VT
- 2006 Jean-Paul Cyr, Milton VT
- 2005 Jean-Paul Cyr, Milton VT
- 2004 Jean-Paul Cyr, Milton VT
- 2003 Jean-Paul Cyr, Milton VT
- 2002 Phil Scott, Montpelier VT
- 2001 Pete Fecteau, Morrisville VT
- 2000 Brian Hoar, Williston VT
- 1999 Brian Hoar, Williston VT
- 1998 Brian Hoar, Williston VT
- 1997 Brian Hoar, Williston VT
- 1996 Jean-Paul Cyr, Milton VT
- 1995 Lance Ferno, Williamstown VT
- 1994 Jean-Paul Cyr, Milton VT
- 1993 Brian Hoar, Williston VT
- 1992 Dave Whitcomb, Essex Junction VT

## Champions de la Série ACT (incluant Série nationale Castrol 2005-2006)
- 2015 Dany Trépanier, Saint-Édouard-de-Lotbinière QC
- 2014 Alex Labbé, Saint-Albert QC
- 2013 Jean-François Déry, Québec QC
- 2012 Patrick Laperle, Saint-Denis-sur-Richelieu QC
- 2011 Patrick Laperle, Saint-Denis-sur-Richelieu QC
- 2010 Karl Allard, Saint-Félicien QC
- 2009 Donald Theetge, Boischatel QC
- 2008 Alexandre Gingras, Québec QC
- 2007 Patrick Laperle, Saint-Denis-sur-Richelieu QC
- 2006 Donald Theetge, Boischatel QC
- 2005 Sylvain Lacombe, Terrebonne QC

## Vainqueurs de la course ACT Invitational at New Hampshire Motor Speedway

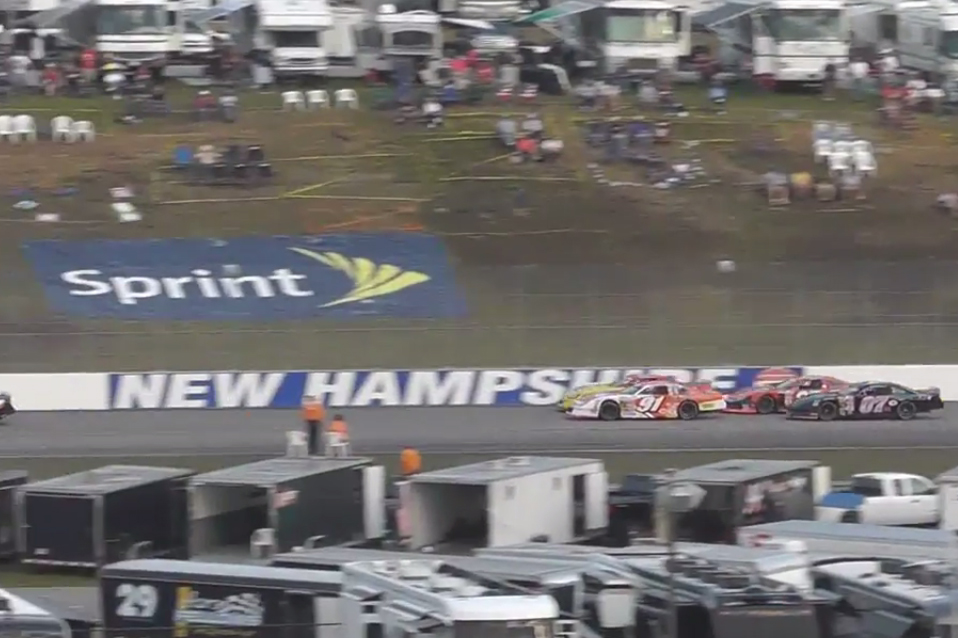
Course ACT Invitational à New Hampshire Motor Speedway en 2012.

- 2015 Eddie MacDonald
- 2014 Wayne Helliwell, Jr.
- 2013 Eddie MacDonald
- 2012 Ray Parent
- 2011 Eddie MacDonald
- 2010 Joey Polewarczyk, Jr.
- 2009 Eddie MacDonald